# The Smiths Is Dead
The Smiths Is Dead est un album hommage à l'album The Queen Is Dead (initialement paru en 1986) des Smiths.
En 1996, le magazine Les Inrockuptibles célèbre le dixième anniversaire de la sortie de ce qu'il considère être le « meilleur album des années 1980 ». Il rassemble, dans l'ordre de l'album originel, des reprises de chaque titre interprétées par les groupes britanniques du moment.

## Titres
1. The Queen Is Dead (The Boo Radleys)
2. Frankly, Mr. Shankly (The High Llamas)
3. I Know It's Over (The Trash Can Sinatras)
4. Never Had No One Ever (Billy Bragg) (sorti également dans la discographie de l'artiste en 1997)
5. Cemetery Gates (The Frank and Walters)
6. Bigmouth Strikes Again (Placebo) (sorti également dans la discographie de l'artiste en 2004)
7. The Boy with a Thorn in His Side (Bis)
8. Vicar in a Tutu (Therapy?)
9. There Is a Light That Never Goes Out (The Divine Comedy)
10. Some Girls Are Bigger Than Others (Supergrass) (sorti également dans la discographie de l'artiste en 2008)